# Theodor Gerkens
Theodor Gerkens (* 25. November 1924 in Hamburg; † 21. August 2013 im Kreis Herzogtum Lauenburg) war ein deutscher Maler und Grafiker. Er schuf Eitemperabilder, Aquarelle, Holzschnitte und Zeichnungen.

## Leben und künstlerischer Werdegang
Theodor Gerkens wurde in Hamburg-Groß Borstel geboren. Schon in der Schule versuchte er sich im Porträtieren. Nach dem Besuch des Gymnasiums Breitenfelder Straße in Hamburg verließ er im Alter von 15 Jahren das Elternhaus, wo man wenig Verständnis für den aufgeweckten, bildungshungrigen Knaben aufbrachte. Er lebte im geistig anregenden Haus der Mutter seines Freundes. In dieser Zeit entstanden die ersten ernsthaften Malversuche, erstmals dachte er daran die Malerei zu seinem Beruf zu machen.
Der Einzug zum Militär setzte 1943 der normalen Entwicklung ein Ende und das grausame Erlebnis des Krieges brach über ihn herein. „Unerfreulich, wie allgemeingültig, dem Jahrgang entsprechend“ wie Theodor Gerkens sich später äußerte. Nach der Entlassung aus der Kriegsgefangenschaft Ende 1947, studierte er bis 1951 an der Landeskunstschule Hamburg, bei Willi Titze, Malerei und Grafik. Danach war und blieb er freier Maler und Grafiker. Danach erfolgte sein Eintritt in den Berufsverband für „Bildende Künste“, in Hamburg, später auch in Schleswig-Holstein. Er heiratete und sein Sohn Jörg wurde geboren.
Am Anfang seines Malerlebens setzte er sich in seinen Bildern mit unterschiedlichen Richtungen der abstrakten Malerei auseinander. Eindrucksvoll bleiben davon bis heute Der Hahn, der eine malerische Bewältigung des Krieges und der Zerstörung darstellt und die traumverlorenen Seelandschaften. Die derzeit herrschende absolute Bevorzugung der ungegenständlichen Malerei auf der Landeskunstschule hatte ihn irritiert und war seiner persönlichen Auffassung von Malerei entgegen. Er wollte den Gegenstand nicht verleugnen, sondern ihn in Malerei verwandeln, mit Klangfarben umspielen und dem Betrachter den Verwandlungsprozess nachempfindbar machen. Irrungen und Klärungen. Immer wieder jedoch die subjektive Erkenntnis der Parallelität aller Kunstäußerungen, zwischen Musik und Malerei in besonders hohem Maße.
Eine erste Ausstellung 1960 in der Galerie „Insel“ in Hamburg-Harvestehude, stellte den Versuch dar, den neu eingeschlagenen Weg zu markieren. In den sechziger Jahren bekam er einige Staatsaufträge der Kulturbehörde Hamburg für „Kunst am Bau“ (Stele am Schöpfwerk Finkenwerder, Keramiken, Kachelmosaiken, Wandteppich). In dieser Zeit fand auch die Eintragung seiner Daten im „Rump“, dem Lexikon über Hamburgs bildende Künstler statt. Um 1963 und in den achtziger Jahren arbeitete er an dem großen Holzschnittwerk, das er sehr frei und locker, fast malerisch schnitt.
Eine neue Ordnung seines Lebens 1963, die Lebensgemeinschaft und spätere Heirat mit „Ra“, ermöglichte ihm einen neuen Start zur kontinuierlichen Verwirklichung seiner Vorstellung von Malerei. 1965 kauften beide ein kleines verwahrlostes Haus, direkt am Kanal. Die Renovierungsarbeiten waren mühsam, da das Haus weder mit Elektrizität, noch mit fließendem Wasser ausgestattet war. Es wurde zu einem Schmuckstück. Das selbstgeschaffene Ambiente dieses einfachen Hauses in der Einsamkeit offenbart eine individuelle, künstlerische und geistige Gesinnung. Auch der große Malergarten wurde vom Künstler selbst angelegt und gestaltet.
1972 nach den Renovierungsarbeiten des Hauses, war das Atelier bereit und jetzt konnte der Maler beginnen, seine Vorstellungen von seiner Malerei zu verwirklichen. Fortan malte er intensiv direkt vor der Natur bis Ende 2009. Seine Gesundheit war instabil. Er schrieb 2010 die bislang unveröffentlichte Autobiografie „Erinnerungen an die gelebte Zeit und Gedanken über mein Dasein“. Danach entstand das Alterswerk im Atelier.

## Malerei
Theodor Gerkens bevorzugte die Technik der ungefirnissten Eitempera. In unermüdlichen Exerzitien, direkt vor der Natur, beherrschte er diese alte Maltechnik allmählich meisterlich. Ein großes Farbgefühl, eine spontane emotionale Malweise voller Verve und Farbenfreude zeichnen seine farbklangreichen und lebensbejahenden Bilder aus.
Theodor Gerkens war ein Maler, der die Farbklänge, die Farbharmonien, die Farbmelodien und ihre psychologische Ausdruckskraft unermüdlich studierte und in zahlreichen Bildern zur Meisterschaft gebracht hat. Er nannte seine Bilder, wenn sie ihm gelungen erschienen, „Emotionsstenogramme“. Die aufwallende Emotion des Malers vor dem Gesehenen, im Bild in Farbklangeinheiten zu fesseln, durch Farbchiffren die entfalteten Gefühle nachempfindbar und entzifferbar zu machen, nannte Theodor Gerkens Emotionsstenogramm. Seine malerischen Anregungen bezog er aus dem Leben, das ihn umgab. Das war vor allem der selbst gestaltete Malergarten mit seinem üppigen Blumenreichtum, aber auch die Wiesenlandschaft mit dem großen Wolkenhimmel, Bäume und Baumstämme, Porträts, variationsreiche Stillleben, integrierte Stillleben, Atelierstillleben mit Interieur und vieles mehr. Es sind Bilder, die der reinen Malerei gewidmet sind. Sie entsagen dem literarischen Inhalt. Mit seinen Bildern die Schönheit der Schöpfung zu lobpreisen, war dem Maler ein tiefes Anliegen. Bis ins hohe Alter blieb er kreativ und malte das fantasievolle „Alterswerk“.

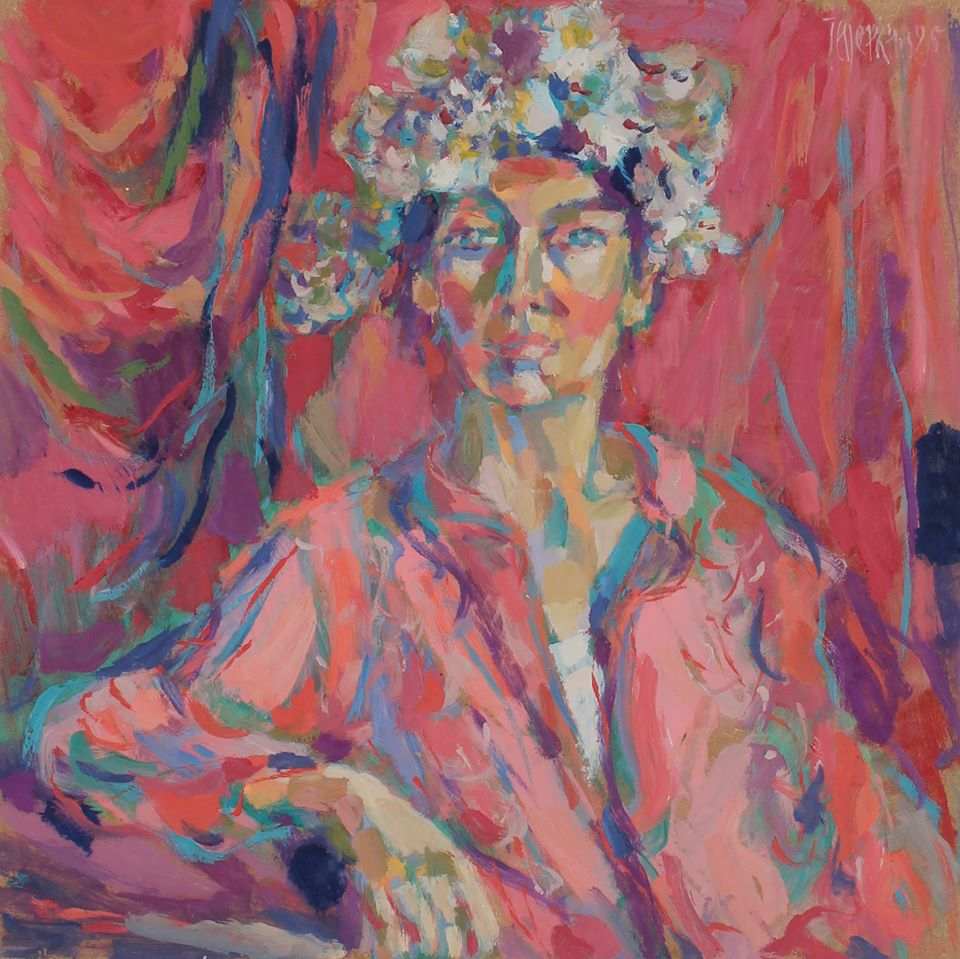
Theodor Gerkens, Porträt mit Blütenkranz 1985/18, Eitempera auf Hartfaserplatte, 60 × 60 cm.
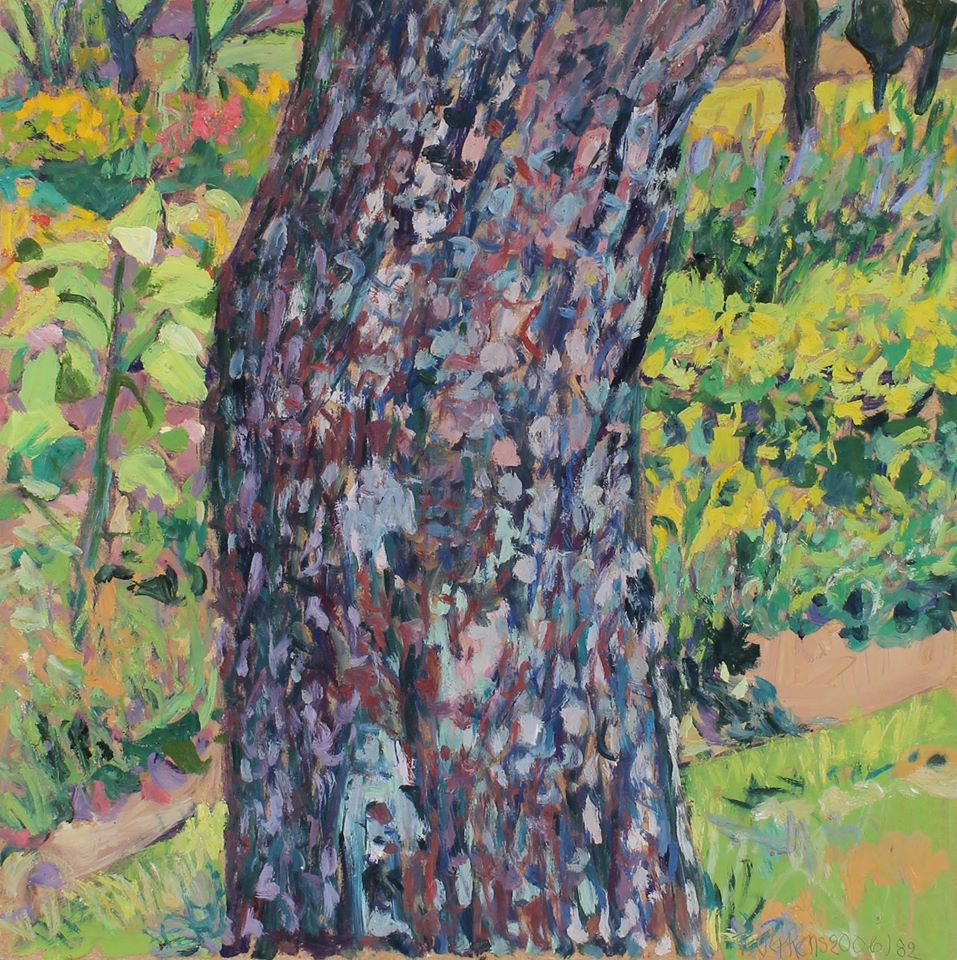
Theodor Gerkens, Birnbaumstamm mit Vegetation 2006/82, Eitempera auf Hartfaserplatte, 60 × 60 cm.
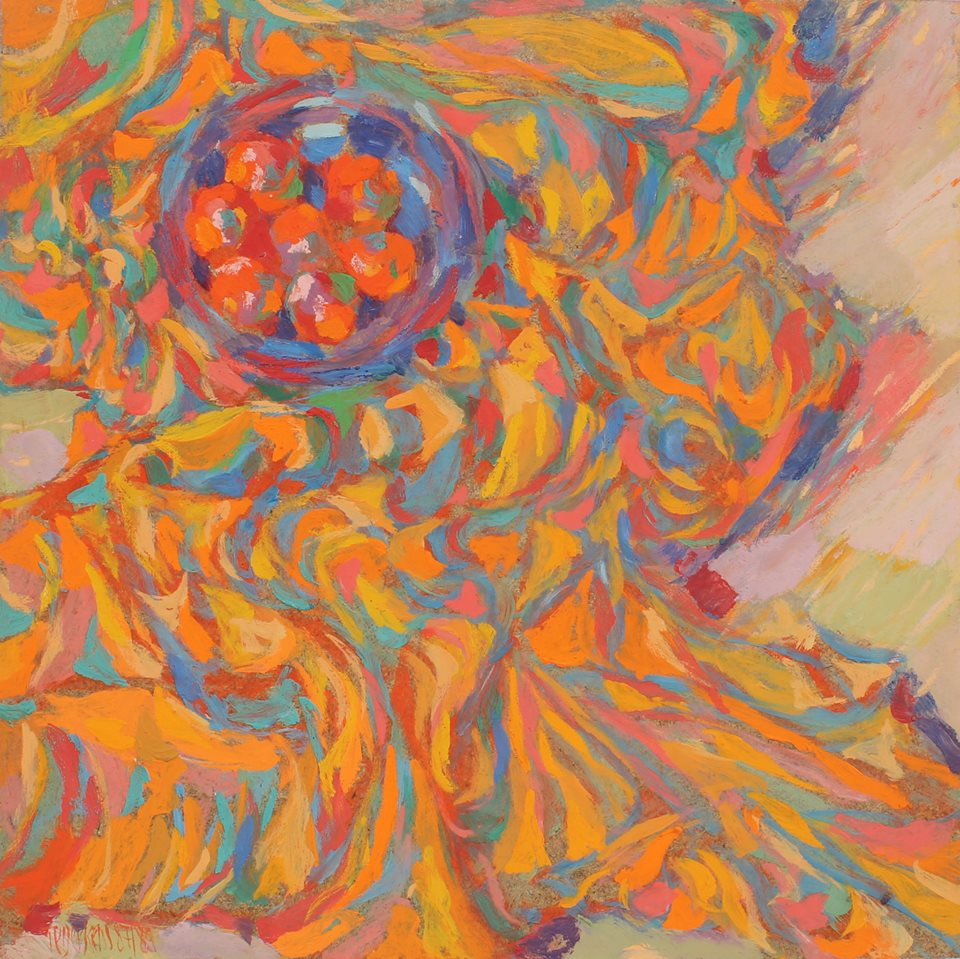
Theodor Gerkens, Integriertes Stillleben 1987–1989, Eitempera auf Hartfaserplatte, 60 × 60 cm.
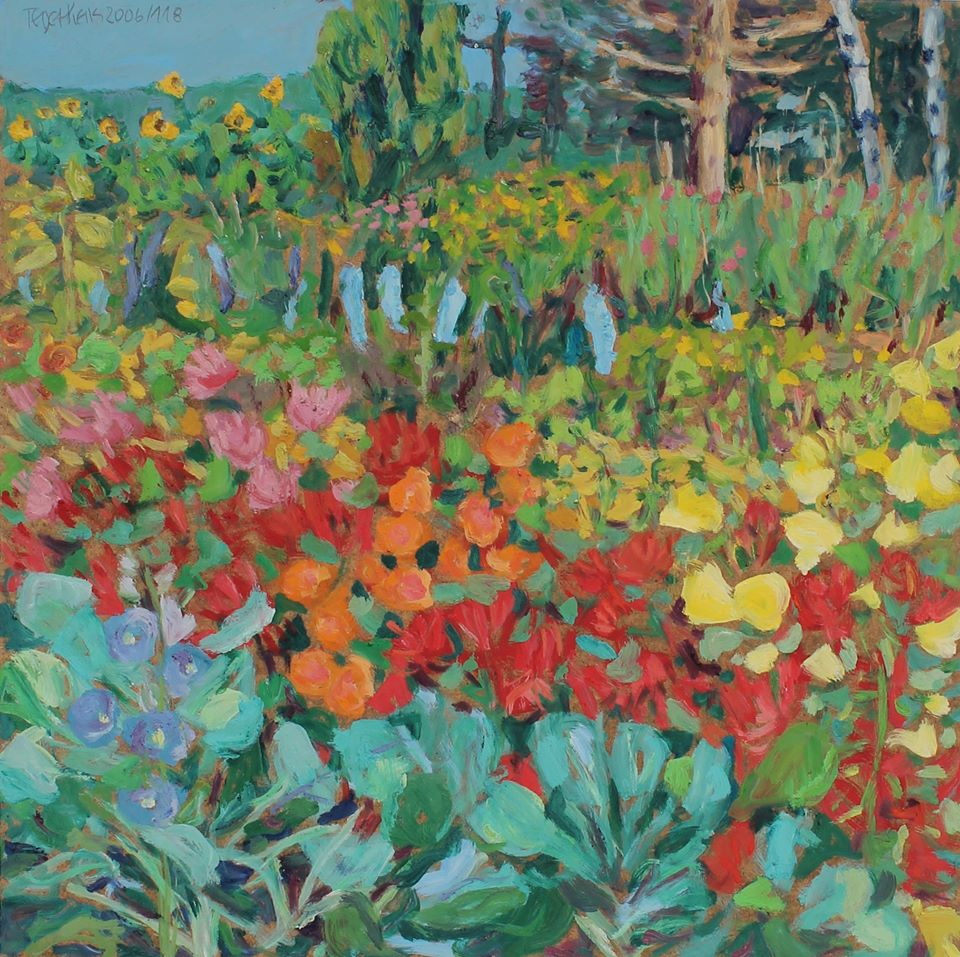
Theodor Gerkens, Hochsommergarten 2006-118, Eitempera auf Hartfaserplatte, 60 × 60 cm.

## Serien
Der Maler bediente sich gern der Serie, bei der jede Arbeit das nächste Exerzitium anregt und daraus eine ganze Suite entsteht, die sich farbig gegensätzlich steigert. „Der Geist der Serien beflügelt die Phantasie und man staunt und wundert sich, zu welchen malerischen und klangfarbigen Reisen die Räume sich mit vielen Variationen und farbklanglichen Kontrasten erfüllen können und stets neue Aussagekräfte entwickeln“.

## Entwicklung der Farbklänge
Seine Vorstellung von den Farbklängen wurde von der Musik stimuliert.
„Ich war von dem Ehrgeiz besessen, die Farbklänge immer intensiver zum Klingen zu bringen. Tief beeindruckten mich die Trompeten des Barock, wo die hellen Fortissimo-Töne die herrlichsten harmonischen Klangfarben ergeben und wenn sie noch so große Höhen erklommen haben. So wünschte ich mir ein ähnliches Können, in dem sich reine hochtönende Farben zu auch so zauberischen Klangfarben vereinigen, zu einer Farbklangharmonie, in der dann tatsächlich die Farbe und nichts als die Farbe, das alles im Bild beherrschende Element ist, ohne den natürlichen Erscheinungen der Erde einen Tort anzutun.“

## Werk

### Stillleben
Die farbig immer wieder neu empfundenen und erfundenen Stillleben nehmen einen beachtlichen Platz im Œuvre des Malers ein. In den unterschiedlichsten Klangfarben und Farbharmonien, je nach Inspiration, reiht sich Variation an Variation in fantasievoller Vielfältigkeit. Integrierte Stillleben: die Integration des eigentlichen Stilllebenmotivs in eine farbige Klangwelt, deren einzige strukturelle Hilfe aus einem in Falten gelegtes Tuch als Basis bestand, ließ sich in unendlicher Vielfalt farbig variieren. Damit hatte er eine ganz eigenständige Form gefunden, die es ihm erlaubte, frei und ungehemmt farbig musizieren zu können.

### Porträts
„Und doch ist das Gesicht eine in vielen subtilen Details verfeinerte Landschaft, in die man sich einzufühlen alle Mühe gibt, um etwas nachempfindbar zu machen, was in der banalen Ähnlichkeit sonst nicht zu erkennen ist“

### Bäume und Baumstämme
„Ob vor dem Porträt, vor der Natur, vor ihren Blumen, vor den Bäumen, vor der Landschaft, genügt es nicht, sie intensiv anzuschauen, sondern man muss sich in sie hineinfühlen, ihr Wesen sich zu eigen machen, versuchen sie zu verstehen, zu begreifen welche Charakteristika ihr Äußeres steuert und sie zu Veränderungen zwingt. In dieser Weise betrachte ich die Bäume, ihre unverwechselbaren Stämme, und behandele sie malerisch wie Porträts. So bekommt jeder von mir porträtierte Baumstamm seine spezifische ihm gehörende Physiognomie“

### Der Garten und die Blumen
„Der Garten forderte mit seiner aufregend schönen Vegetation seinen malerischen Tribut, den ich auch zu leisten mir zur selbstverständlichen Daueraufgabe machte und der schließlich in seiner überwältigenden Schöne in meinem Gemüt über alles dominierte. Hier breitete sich die ganze Skala der farbigen Emotionen aus, die mit ständig wechselnden, anregenden Impulsen ein Farbklangorchester stimulierte, das mit unwiderstehlicher Kraft Gefühle entfachte, die laufend zu neuen farbigen Kombinationen sich ganz organisch entwickelten. Ich leugnete die Omnipotenz der Natur nicht, ich wurde angestachelt mit Inbrunst zum Panegyriker der Schönheit der Schöpfung zu werden und bin bis auf den heutigen Tag dieser magischen Aufforderung mit aller Verbindlichkeit hingegeben.“

## Alterswerk
Eine sehr schlechte Gesundheit zwang den Maler zu einer kreativen Neugestaltung seiner Malerei. In den letzten drei Jahren seines Lebens war ihm das Malen nur noch im Atelier möglich. Die nötige Inspiration bezog er aus seinem Schatz an Schwarz-Weiß-Zeichnungen, Pastellen, Ölkreiden, älteren Studien und Blumensträußen. Er betonte in seinen Baumbildern das grafische, in seinen Blumenstillleben das geometrische Element, in seinen Wiesen – und Wolkenbildern den Kontrast und auch die Harmonie zwischen Himmel und Erde. Auf dem jetzt bevorzugten kleinen Format vereinfachte er die Strukturen und wählte leuchtende und strahlende Farbklänge.

## Ausstellungen
| 1960 | Erste Ausstellung in der Galerie „Insel“, Hamburg, Harvestehude                             |
| 1977 | Zwei Ausstellungen bei Lutz und Reinhard Böhme, Publik Relation                             |
| 1979 | Ausstellung im Lohgerberhaus, Mölln                                                         |
| 1980 | Ausstellung in der Oberpostdirektion, Hamburg                                               |
| 1985 | Ausstellung in der Dresdner Bank, Hamburg                                                   |
|      | Ausstellung in der Galerie Ruben, Mölln                                                     |
| 1987 | Ausstellung Kunstfreunde Ahrensburg                                                         |
| 1990 | Ausstellung in der Dresdner Bank, Hamburg                                                   |
| 1992 | Letzte Ausstellung zu Lebzeiten in der Galerie im Elysee, Hamburg                           |
| 2016 | Ausstellung "Theodor Gerkens. Bekenntnis zur Farbe" in der Galerie im Grand Elysee, Hamburg |